# Marian Sydow

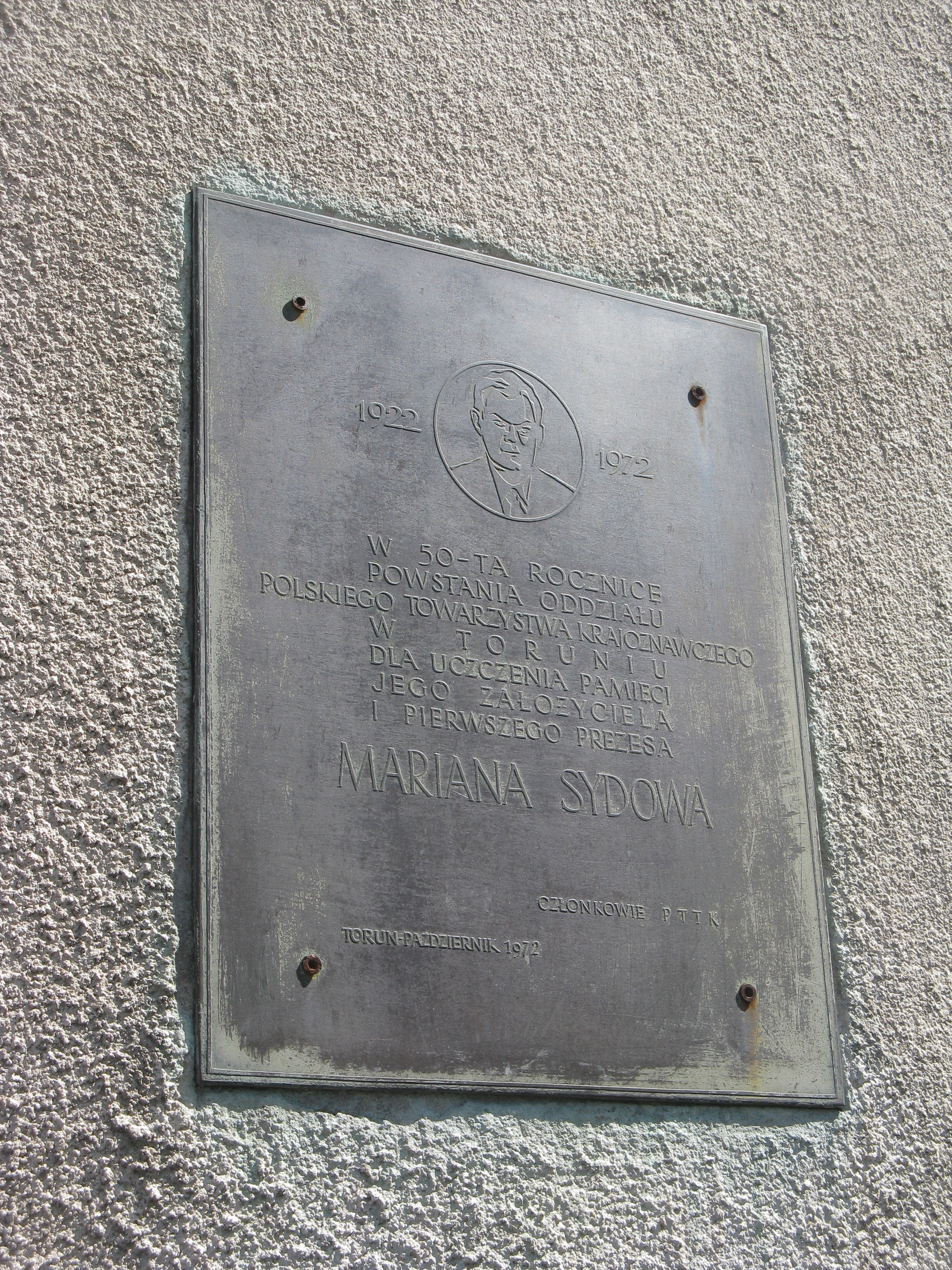
Tablica upamiętniająca Mariana Sydowa na Domu Turysty PTTK w Toruniu

Marian Sydow (ur. 2 lipca 1890 w Szamotułach, zm. 20 września 1948 w Toruniu) – polski dziennikarz i działacz społeczny.

## Życiorys
Jego rodzicami byli adwokat Józef Sydow i Bronisława Kospoth-Pawłowska, starszym bratem historyk muzyki Bronisław Edward Sydow. w 1908 roku ukończył Gimnazjum Klasyczne w Starogardzie Gdańskim i podjął studia bibliotekarskie na Uniwersytecie w Lipsku.
W 1911 wyemigrował wraz z bratem do Chile. Pracował tam jako nauczyciel w Liceum Ojców Werbistów w Santiago, sekretarz i bibliotekarz Polskiego Koła Kulturalnego im. Ignacego Domeyki (którego był współzałożycielem), a także korespondent czasopism polsko-amerykańskich. W latach 1918–1919 jako wolny słuchacz studiował język i literaturę hiszpańską na Universidad de Chile.
W 1920 wrócił do Polski i zatrudnił się jako nauczyciel geografii w progimnazjum w Mogilnie. Od lipca do listopada 1920 służył ochotniczo w Wojsku Polskim. W latach 1921-1926 pracował w ukazującej się w Toruniu gazecie „Słowo Pomorskie”. W 1927 krótko pracował w Kuratorium Okręgu Szkolnego Poleskiego w Brześciu nad Bugiem oraz jako szef propagandy w Pomorskiej Elektrowni Krajowej „Gródek”. W 1928 wrócił do Torunia, gdzie zajmował się udzielaniem lekcji języków obcych.
Od 1 stycznia 1935 roku pracował jako sekretarz i bibliotekarz w Instytucie Bałtyckim, przeprowadził się do Gdyni, gdzie przeniosła się ta instytucja. Po wybuchu II wojny światowej 15 września 1939 roku został aresztowany. Po kilku dniach otrzymał zwolnienie. Wrócił do Torunia, gdzie spędził czas okupacji, pracując w księgarni B. Westphala.
Po wojnie został zatrudniony jako referent w Wydziale Kultury Urzędu Wojewódzkiego w Toruniu (1945–1946), a następnie w Starostwie Powiatowym (1946–1947).
Od 30 listopada 1945 pracował na Uniwersytecie Mikołaja Kopernika, gdzie prowadził lektorat języka hiszpańskiego. W 1947 roku został zastępcą kierownika Zbiornicy Księgozbiorów Zabezpieczonych Biblioteki Uniwersyteckiej.
W 1921 był jednym z założycieli oddziału Polskiego Towarzystwa Krajoznawczego w Toruniu, był członkiem jego zarządu i prezesem. Spadkobierca Oddziału PTK, Oddział Miejski Polskiego Towarzystwa Turystyczno-Krajoznawczego w Toruniu, otrzymał imię Mariana Sydowa.
Został pochowany na cmentarzu św. Jerzego.

## Publikacje
- Toruń, jego dzieje i zabytki (1929)
- Księga pamiątkowa dziesięciolecia Pomorza (1930, redaktor naczelny)
- Najciekawsze osobliwości m. Torunia z dawnych i nowszych czasów (1933)

Opracowano na podstawie Toruńskiego Słownika Biograficznego.